# 頑石劇團
頑石劇團（英語：Stone Theatre），前身為成立於1987年的「觀點劇坊」，為台中市在日治時期之後第一個建立的現代劇團。創作題材主要為台灣社會的歷史和環境，演出形式包括舞台劇、音樂劇、環境劇場、兒童劇場。

## 發展歷史
頑石劇團於1994年8月由郎亞玲在台中縣大肚山「理想國社區再造中心」創辦，前身為1987年成立的「觀點劇坊」，是台中市在日治時期之後第一個建立的現代劇團。劇團以頑石姿態作理念，寓意不斷給予全新挑戰。其創作題材主要是台灣社會的歷史和環境，而演出形式包括舞台劇、音樂劇、環境劇場、兒童劇場。1994至1999年間，劇團曾主辦和與臺中市政府文化局協辦多個藝術活動，活動區域以台北至台南為主。2006年，劇團於桃園縣大溪鎮「公會堂暨蔣公行館」設立「大溪藝文之家」，成為文建會地方文化館一員，開始跟藝術家陳炳臣一起經營博物館劇場式的藝文空間；2009年11月以影像藝術為主題，坐落於新竹縣北埔鄉的「鄧南光影像紀念館」開館。
2018及2019年，劇團分別以52萬元與50萬元，標得台中市政府文化局的兒童藝術文化節演出標案，並推出改編自1911年諾貝爾文學獎得主莫里斯·梅特林克作品《青鳥》的劇目《青鳥L'Oiseau Bleu》。

## 歷年作品

### 舞台劇
- 1994年：杜子春的桃花源
  - 可以靠你一下嗎
- 1995年：若能在夢中甜蜜飛行
  - 秋日、凝視身體的符咒
  - 傾聽身體的符咒
- 1996年：台中文藝季「青年劇場」火線追緝令SEVEN-ELEVEN
  - 1996再會小紅帽
  - 愛上百分之五十的男孩
  - 四月某睛朗的早晨遇見百分之百的女孩
- 1997年：不能駐足的夜
- 1998年：我愛徵信社
- 1999年：台中新劇里程碑 － 張深切
  - 愛情極地
- 2004年：鄧雨賢 － 返鄉路
- 2007年：生日快樂，明天
  - 北埔英魂錄
- 2010年：春光瀲灩 — 鄧南光
- 2011年：燃燒的女人
- 2015年：告別黑甜鄉的女人
- 2017年：記得 - 因為愛首部曲《記得 – 因為愛》
- 2018年：相約在妹克窪
  - 記得 - 因為愛二部曲《瀰漫的雲》
- 2019年：青鳥L'Oiseau Bleu
- 2020年：記得 - 因為愛三部曲《夜，散落在愛的臨界》
  - 告別黑甜鄉的女人（再演）
- 2022年：含笑花 － 陳進

### 兒童劇
- 1997年：音樂盒說故事（音樂劇）	
  - 愛睡鳥紅不讓娶某
- 1998年：顏色的傳奇
  - 飛天法寶歷險記
  - 當風吹過綠野（音樂劇）
- 1999年：看誰變不見
- 2007年：烏拉拉的水晶球
- 2011年：虎兒的快樂天堂
  - 麻雀小公主
- 2016年：無毛怪
- 2017年：黑貓傳奇

### 社區劇場
- 1995年：悲情火車站
- 1996年：「王功人王功戲－秀才招親」
- 1999年：「火車嗚嗚，愛等多久？」
- 2006年：大溪故事劇場（1）－豆干傳奇
  - 大溪故事劇場（2）－夢斷大嵙崁

### 環境劇場
- 2007年：蔣宋情史
- 2008年：日落西安 ─ 張學良

## 爭議
2020年6月，藝術總監郎亞玲與團員間有勞資糾紛而遭指控。

## 外部連結
- 文化部臺灣大百科全書／唐梅文 （页面存档备份，存于）